# Fédération internationale de la robotique
La fédération internationale de la robotique, ou International Federation of Robotics en anglais, souvent abrégé en IFR, est une organisation à but non lucratif créée en 1987 dont le but est de promouvoir la robotique.
| Pays         | Associations membres del'IFR                                     | Références |
| ------------ | ---------------------------------------------------------------- | ---------- |
| Espagne      | Association Espanola de Robotica (AER)                           | [ 3 ]      |
| Royaume-Uni  | British Automation & Robotics Association (BARA)                 | [ 4 ]      |
| Danemark     | Danish Industrial Robot Association (DIRA)                       | [ 5 ]      |
| Norvège      | Federation of Norvegian Industries                               | [ 6 ]      |
| Japon        | Japan Robot Association (JARA)                                   | [ 7 ]      |
| Corée du Sud | Korea Machine Tool Manufacturers'Association (KOMMA)             | [ 8 ]      |
| Malaisie     | Malaysia Robotics and Automation Interest Group (myRAig)         | [ 9 ]      |
| Autriche     | Austrian Society for Automation and Robotics (ÖGART)             | [ 10 ]     |
| États-Unis   | Robotic Industries Association (RIA)                             | [ 11 ]     |
| Italie       | Associazione Italiana di Robotica e Automazione (SIRI)           | [ 12 ]     |
| Suède        | Swedish Industrial Robot Association (SWIRA)                     | [ 13 ]     |
| France       | Syndicat des machines et technologies de production (SYMOP)      | [ 14 ]     |
| Taïwan       | Taiwan Automation Intelligence and Robotics Association (TAIROA) | [ 15 ]     |
| Allemagne    | VDMA Robotics + Automation (VDMA R+A)                            | [ 16 ]     |